# Манхуф, Мелвин
Ме́лвин Манху́ф (нидерл. Melvin Manhoef; 11 мая 1976, Парамарибо) — голландский боец суринамского происхождения, выступает на профессиональном уровне начиная с 1995 года, одновременно в кикбоксинге и смешанных единоборствах. Принимал участие в турнирах многих престижных организаций, таких как К-1, Glory, Hero's, Dream, Strikeforce, ONE FC, KSW, Bellator, является экс-чемпионом Showtime по кикбоксингу, владел титулом чемпиона английской организации Cage Rage. За свою долгую бойцовскую карьеру попробовал себя во многих весовых категориях, от полусредней до супертяжёлой. За свою карьеру побеждал таких бойцов как Марк Хант, Кадзуо Мисаки, Денис Кан, Кадзуси Сакураба, Даг Маршалл и другие.

## Биография
Мелвин Манхуф родился 11 мая 1976 года в суринамской столице Парамарибо. В возрасте трёх лет вместе с семьёй переехал на постоянное жительство в Роттердам, где в детстве играл в футбол, а потом на пару с младшим братом Морено начал активно заниматься тайским боксом. В смешанных единоборствах и кикбоксинге на профессиональном уровне дебютировал в 1995 году, хотя в этот период проводил сравнительно мало боёв, а на постоянной основе стал выступать только в начале 2000-х.
Настоящая известность пришла к нему в 2005 году, когда он подписал контракт в английской организацией Cage Rage и вскоре завоевал титул чемпиона в полутяжёлой весовой категории, который впоследствии дважды защитил. Затем участвовал в турнирах японского промоушена Hero's, выиграл четвертьфинал и полуфинал гран-при, но в решающем финальном поединке сдачей проиграл местному бойцу Ёсихиро Акияме.
Одержав несколько побед, в 2008 году перешёл в новосозданную японскую организацию Dream, где тоже участвовал в гран-при, потерпев поражение в полуфинале от Гегарда Мусаси. Продолжил принимать участие в турнирах Dream в 2009 и 2010 годах, наиболее значимые победы в этот период — досрочные победы над новозеландцем Марком Хантом и японцем Кадзуо Мисаки.
Одновременно с выступлениями в смешанных единоборствах Манхуф регулярно выступал и в кикбоксинге. Так, дважды он побеждал в четвертьфиналах К-1, но в обоих случаях вынужден был отказаться от дальнейшей борьбы за титул по причине полученных травм. Наиболее известны его победы над японцем Юдзи Сакураги, россиянином Рамазаном Рамазановым и немцем Штефаном Леко. Трижды встречался со знаменитым соотечественником Реми Боньяски, однако все три раза проиграл ему: дважды решением и один раз нокаутом.

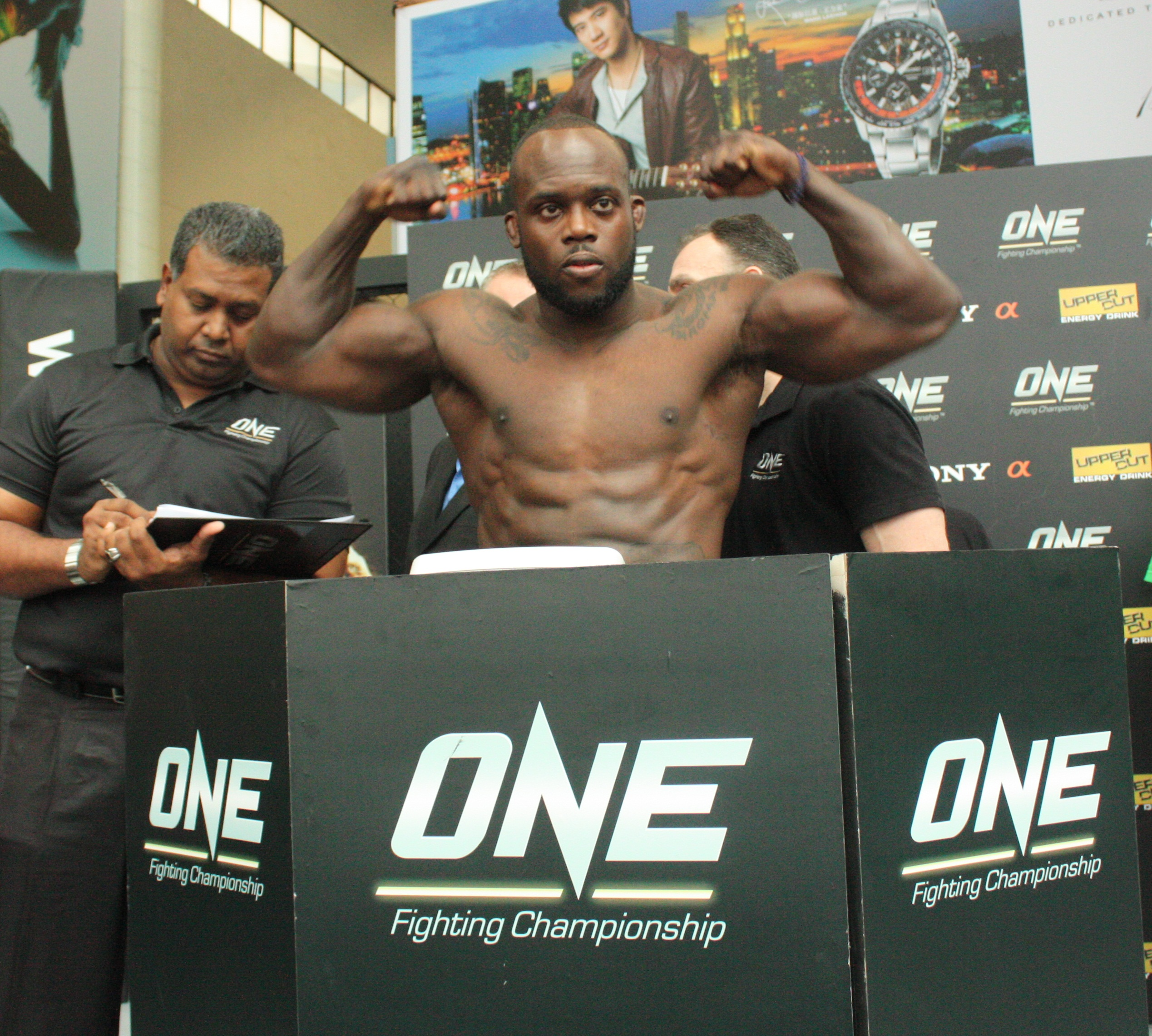
Манхуф на взвешивании в 2012 году

В период 2010—2013 Манхув выступал в таких популярных промоушенах как Strikeforce, ONE Fighting Championship, Konfrontacja Sztuk Walki. Большинство боёв здесь проиграл, хотя и соперники у него были довольно-таки сильные, например, Робби Лоулер и Мамед Халидов. Из побед — наиболее примечательна победа техническим нокаутом от удара коленом над опытным канадцем Денисом Каном. На турнире ONE FC: War of the Lions устроил бескомпромиссную «рубку» ногами со своим оппонентом Ёсиюки Накамиси, в результате оба бойца получили серьёзные рассечения на ногах, и бой был признан несостоявшимся.
В 2013 году отметился выступлением в промоушене «Легенда», единогласным судейским решением потерпел поражение от азербайджанца Забита Самедова. В 2014 году участвовал в восьмёрке Glory, но уже на четвертьфинальной стадии решением большинства судей проиграл бельгийцу Филипу Верлиндену.
Также 2014 году Мелвин Манхуф подписал контракт с престижной американской организацией Bellator и сразу же провёл два боя в средней весовой категории: в первом бою нокаутировал Дага Маршалла, во втором сам был нокаутирован Джо Шиллингом. В феврале 2015 года проиграл нокаутом россиянину Александру Шлеменко, бывшему чемпиону Bellator, однако впоследствии Шлеменко обвинили в применении допинга, и бой был признан несостоявшимся.
Дважды был претендентом на титул чемпиона Bellator в средней весовой категории, но оба раз уступил действующему чемпиону бразильцу Рафаэлу Карвалью. Если первый бой закончился достаточно спорным судейским решением, то во втором Карвалью нокаутировал Манхуфа ударом ногой в голову.

## Статистика в профессиональном ММА
| Результат | Рекорд     | Соперник             | Способ                                 | Турнир                                     | Дата             | Раунд | Время | Место                    | Примечание                                |
| --------- | ---------- | -------------------- | -------------------------------------- | ------------------------------------------ | ---------------- | ----- | ----- | ------------------------ | ----------------------------------------- |
| Поражение | 32-16-1(2) | Йоэль Ромеро         | Нокаут (удары локтями)                 | Bellator 285                               | 23 сентября 2022 | 3     | 3:34  | Дублин, Ирландия         | Мелвин объявил о завершении карьеры в ММА |
| Поражение | 32-15-1(2) | Кори Андерсон        | Технический нокаут (удары локтями)     | Bellator 251                               | 5 ноября 2020    | 2     | 2:34  | Анкасвилл, США           |                                           |
| Победа    | 32-14-1(2) | Янник Бахати         | Технический нокаут (удары руками)      | Bellator 230                               | 12 октября 2019  | 1     | 2:29  | Милан, Италия            |                                           |
| Победа    | 31-14-1(2) | Кент Кауппинен       | Решение судей (единогласное)           | Bellator 223                               | 22 июня 2019     | 3     | 5:00  | Лондон, Англия           |                                           |
| Поражение | 30-14-1(2) | Рафаэл Карвалью      | Нокаут (удар ногой)                    | Bellator 176                               | 8 апреля 2017    | 4     | 3:15  | Турин, Италия            |                                           |
| Поражение | 30-13-1(2) | Рафаэл Карвалью      | Решением (раздельным)                  | Bellator 155                               | 20 мая 2016      | 5     | 5:00  | Бойсе, США               |                                           |
| Победа    | 30-12-1(2) | Хисаки Като          | Нокаут (удар рукой)                    | Bellator 146                               | 20 ноября 2015   | 1     | 3:43  | Такервилл, США           |                                           |
| Поражение | 29-12-1(2) | Александр Шлеменко   | Нокаут (бэкфист)                       | Bellator 133                               | 13 февраля 2015  | 2     | 1:25  | Фресно, США              |                                           |
| Поражение | 29-12-1(1) | Джо Шиллинг          | Нокаут (удар рукой)                    | Bellator 131                               | 15 ноября 2014   | 2     | 0:32  | Сан-Диего, США           |                                           |
| Победа    | 29-11-1(1) | Даг Маршалл          | Нокаут (удар рукой)                    | Bellator 125                               | 19 сентября 2014 | 1     | 1:45  | Фресно, США              |                                           |
| Победа    | 28-11-1(1) | Эванжелиста Сантус   | Технический нокаут (удары руками)      | Gringo Super Fight 10                      | 27 апреля 2014   | 1     | 0:46  | Рио-де-Жанейро, Бразилия |                                           |
| Поражение | 27-11-1(1) | Мамед Халидов        | Удушение «гильотиной»                  | Konfrontacja Sztuk Walki 23                | 8 июня 2013      | 1     | 2:09  | Гданьск, Польша          |                                           |
| Поражение | 27-10-1(1) | Брок Ларсон          | Решение судей (единогласное)           | ONE FC: Kings and Champions                | 5 апреля 2013    | 3     | 5:00  | Каланг, Сингапур         |                                           |
| Победа    | 27-9-1(1)  | Денис Кан            | Технический нокаут (удар коленом)      | Dream 18                                   | 31 декабря 2012  | 1     | 0:50  | Сайтама, Япония          |                                           |
| Победа    | 26-9-1(1)  | Рё Кавамура          | Нокаут (удар рукой)                    | ONE FC: Rise of Kings                      | 6 октября 2012   | 1     | 4:40  | Каланг, Сингапур         |                                           |
| Победа    | 25-9-1(1)  | Ким Че Ён            | Решение судей (раздельное)             | Road FC 9: Beatdown                        | 15 сентября 2012 | 3     | 5:00  | Вонджу, Южная Корея      |                                           |
| Ничья     | 24-9-1(1)  | Ёсиюки Накамиси      | сильные рассечения у обоих бойцов      | ONE FC: War of the Lions                   | 21 марта 2012    | 1     | 2:08  | Каланг, Сингапур         |                                           |
| Поражение | 24-9-1     | Тим Кеннеди          | Удушение сзади                         | Strikeforce: Feijao vs. Henderson          | 5 марта 2011     | 1     | 3:41  | Колумбус, США            |                                           |
| Поражение | 24-8-1     | Тацуя Мидзуно        | Болевой «кимура»                       | Dream 15 (полуфинал)                       | 10 июня 2010     | 1     | 7:23  | Сайтама, Япония          |                                           |
| Поражение | 24-7-1     | Робби Лоулер         | Нокаут (удар рукой)                    | Strikeforce: Miami                         | 30 января 2010   | 1     | 3:33  | Санрайз, США             |                                           |
| Победа    | 24-6-1     | Кадзуо Мисаки        | Технический нокаут (удары руками)      | Dynamite!! 2009                            | 31 декабря 2009  | 1     | 1:49  | Сайтама, Япония          |                                           |
| Поражение | 23-6-1     | Паулу Филью          | Рычаг локтя                            | Dream 10                                   | 20 июля 2009     | 1     | 2:35  | Сайтама, Япония          |                                           |
| Победа    | 23-5-1     | Марк Хант            | Нокаут (удары руками)                  | Dynamite!! 2008                            | 31 декабря 2008  | 1     | 0:18  | Сайтама, Япония          |                                           |
| Поражение | 22-5-1     | Гегард Мусаси        | Удушение «треугольником»               | Dream 6 (полуфинал)                        | 23 сентября 2008 | 1     | 1:28  | Сайтама, Япония          |                                           |
| Победа    | 22-4-1     | Кадзуси Сакураба     | Нокаут (удары руками)                  | Dream 4 (четвертьфинал)                    | 15 июня 2008     | 1     | 1:30  | Йокогама, Япония         |                                           |
| Победа    | 21-4-1     | Ким Те Вон           | Технический нокаут (коленями и руками) | Dream 3 (резервный бой)                    | 11 мая 2008      | 1     | 4:08  | Сайтама, Япония          |                                           |
| Победа    | 20-4-1     | Ёсукэ Нисидзима      | Технический нокаут (удары руками)      | K-1 PREMIUM 2007 Dynamite!!                | 31 декабря 2007  | 1     | 1:49  | Осака, Япония            |                                           |
| Победа    | 19-4-1     | Фабиу Силва          | Технический нокаут (удары руками)      | Hero’s 10                                  | 17 сентября 2007 | 1     | 1:00  | Йокогама, Япония         |                                           |
| Победа    | 18-4-1     | Бернард Акках        | Технический нокаут (удары руками)      | Hero’s 9                                   | 16 июля 2007     | 1     | 2:13  | Йокогама, Япония         |                                           |
| Поражение | 17-4-1     | Юн Дон Сик           | Рычаг локтя                            | K-1 Dynamite!! USA                         | 2 июня 2007      | 2     | 1:17  | Лос-Анджелес, США        |                                           |
| Победа    | 17-3-1     | Ёсики Такахаси       | Технический нокаут (удары руками)      | Hero’s 8                                   | 12 марта 2007    | 1     | 2:36  | Нагоя, Япония            |                                           |
| Поражение | 16-3-1     | Ёсихиро Акияма       | Рычаг локтя                            | Hero’s 7 (финал)                           | 9 октября 2006   | 1     | 1:58  | Йокогама, Япония         |                                           |
| Победа    | 16-2-1     | Сунго Ояма           | Технический нокаут (удары руками)      | Hero’s 7 (полуфинал)                       | 9 октября 2006   | 1     | 1:04  | Йокогама, Япония         |                                           |
| Победа    | 15-2-1     | Кросли Грейси        | Технический нокаут (удары руками)      | Hero’s 6 (четвертьфинал)                   | 5 августа 2006   | 1     | 9:12  | Токио, Япония            |                                           |
| Победа    | 14-2-1     | Иан Фриман           | Нокаут (удары руками)                  | Cage Rage 17 (вторая защита титула)        | 1 июля 2006      | 1     | 0:17  | Лондон, Англия           |                                           |
| Победа    | 13-2-1     | Сунго Ояма           | Технический нокаут (рассечение)        | Hero’s 4                                   | 15 марта 2006    | 1     | 2:51  | Токио, Япония            |                                           |
| Победа    | 12-2-1     | Эванжелиста Сантус   | Нокаут (удары руками)                  | Cage Rage 15 (первая защита титула)        | 4 февраля 2006   | 2     | 3:51  | Лондон, Англия           |                                           |
| Победа    | 11-2-1     | Фабио Пьямонте       | Нокаут (удары руками)                  | Cage Rage 13 (чемпионский бой)             | 10 сентября 2005 | 1     | 0:51  | Лондон, Англия           |                                           |
| Победа    | 10-2-1     | Пол Кэун             | Технический нокаут (удары руками)      | CFC 4 Cage Carnage                         | 3 июля 2005      | 1     | 0:00  | Ливерпуль, Англия        |                                           |
| Победа    | 9-2-1      | Боб Схрейбер         | Решение судей (единогласное)           | It’s Showtime Boxing & MMA Event 2005      | 12 июня 2005     | 2     | 5:00  | Амстердам, Нидерланды    |                                           |
| Победа    | 8-2-1      | Ладислав Зак         | Технический нокаут (остановка углом)   | Queens Fight Night                         | 30 апреля 2005   | 1     | 0:37  | Эйндховен, Нидерланды    |                                           |
| Победа    | 7-2-1      | Маттиас Риччо        | Технический нокаут (удары руками)      | Cage Rage 10                               | 26 февраля 2005  | 1     | 3:01  | Лондон, Англия           |                                           |
| Поражение | 6-2-1      | Родни Глундер        | Нокаут (удары руками)                  | It’s Showtime 2004 Amsterdam               | 20 мая 2004      | 2     | 4:43  | Амстердам, Нидерланды    |                                           |
| Победа    | 6-1-1      | Славомир Мольнар     | Нокаут (удары руками)                  | Heaven or Hell 4                           | 8 апреля 2004    | 1     | N/A   | Чехия                    |                                           |
| Победа    | 5-1-1      | Александр Гаркушенко | Технический нокаут (удары руками)      | M-1 MFC: Russia vs. the World 5            | 6 апреля 2003    | 1     | 6:57  | Санкт-Петербург, Россия  |                                           |
| Поражение | 4-1-1      | Боб Схрейбер         | Нокаут (удары руками)                  | 2H2H 11: Simply the Best                   | 16 марта 2003    | 1     | 4:04  | Роттердам, Нидерланды    |                                           |
| Победа    | 4-0-1      | Мика Ильмен          | Нокаут (удар рукой)                    | It’s Showtime — As Usual / Battle Time     | 29 сентября 2002 | 1     | 0:35  | Харлем, Нидерланды       |                                           |
| Победа    | 3-0-1      | Пол Кэун             | Технический нокаут (остановка углом)   | Rings Holland: Saved by the Bell           | 2 июня 2002      | 2     | 2:07  | Амстердам, Нидерланды    |                                           |
| Победа    | 2-0-1      | Хусейн Сифт          | Нокаут (удары руками)                  | Hoogwoud Free Fight Gala                   | 15 декабря 2001  | 1     | 1:50  | Хогвауд, Нидерланды      |                                           |
| Ничья     | 1-0-1      | Родни Глундер        | Ничья                                  | Rings Holland: The Kings of the Magic Ring | 20 июня 1999     | 2     | 5:00  | Утрехт, Нидерланды       |                                           |
| Победа    | 1-0        | Йорди Йонкерс        | Технический нокаут (удар рукой)        | Battle of Amstelveen II                    | 2 декабря 1995   | 2     | 3:37  | Амстелвен, Нидерланды    |                                           |